# Chiesa del Sacro Cuore (Lugano)

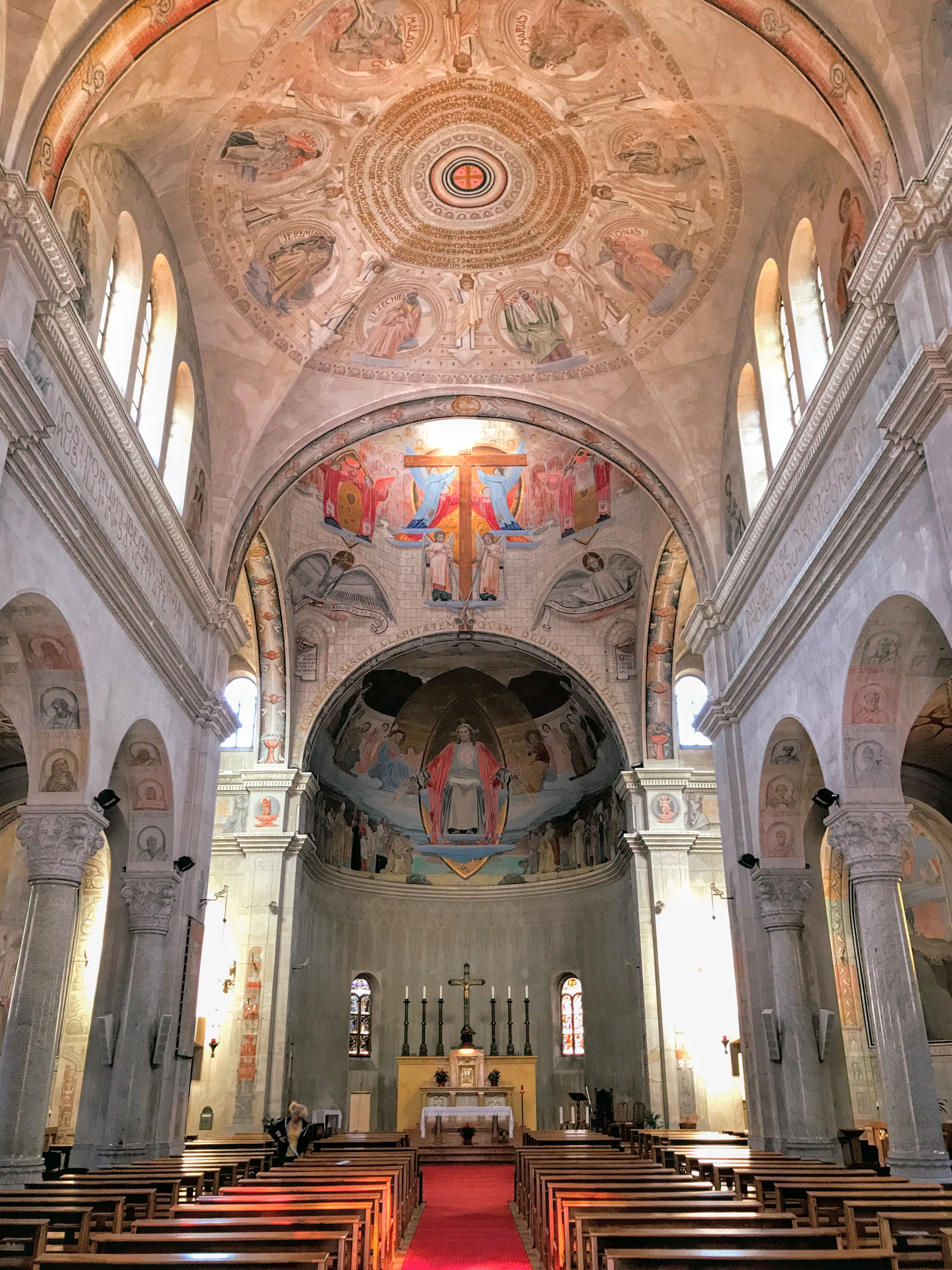
Interno della Chiesa del Sacro Cuore.

La chiesa parrocchiale del Sacro Cuore è un edificio religioso che si trova nel quartiere di Molino Nuovo, a Lugano.

## Storia
Nei pressi del luogo dove ora sorge la chiesa del Sacro Cuore, nel Settecento si costruisce una piccola cappella con degli affreschi e l'effige della Madonna, su iniziativa del canonico Giulio Rusca. Dato il successo come meta di pellegrinaggio, nel 1726 si costruisce un oratorio con due altari, uno dedicato al Sacro Cuore di Gesù e alla Beata Vergine Maria e l'altro al martire Nepomuceno. Questo complesso viene denominato «chiesa della Madonnetta» e dal 1747 vi opera la confraternita del SS. Cuore di Gesù, fondata l'anno prima.
Nei primi anni del Novecento, vista l'evoluzione demografica dei fedeli, don Annibale Lafranchi decide di costruire la nuova chiesa. All'inizio sembrava una chiesa troppo grande per il terreno vuoto attorno ma la visione era diversa. La chiesa è stata costruita fra il 17 aprile 1922 e il 6 novembre 1927 su progetto degli architetti Enea Tallone (1876-1937) e Silvio Soldati (1876-1937), diventando l'attuale basilica del Sacro Cuore. Ottiene il titolo di basilica minore nel 1952 da papa Pio XII.
L'edificio viene inserito parzialmente dell'«Elenco cantonale dei monumenti storici a artistici del Cantone Ticino» nel 1963. L'antica chiesa della Madonnetta, che si trova nelle vicinanze della basilica, viene utilizzata sia dalla parrocchia cattolica sia dalla parrocchia ortodossa che è presente a Lugano.

## Descrizione

### Esterno
La facciata della chiesa è a salienti, divisa in tre sezioni in corrispondenza delle navate da pilastri quadrangolari. Nella sezione centrale della facciata, sotto il grande rosone circolare, si trova il portale, che è preceduto da un protiro poggiante su colonnine binate. I rilievi che ornano la facciata sono opera dello scultore Fiorenzo Abbondio.
In corrispondenza dell'incrocio tra il transetto e la navata centrale, si innalza il tiburio a pianta ottagonale, con lanterna sormontata da una croce in ferro. Nella lanterna si aprono otto monofore con arco a tutto sesto.
Le murature sono realizzate in blocchi lavorati di porfido rosa del Ceresio, la pietra caratteristica della regione Luganese.

### Interno
L'interno della chiesa del Sacro Cuore è a croce latina, con tre navate separate da due file di arcate a tutto sesto poggianti su colonne marmoree dai capitelli corinzi. Sia la navata centrale, sia i due bracci del transetto, sono coperti con volta a botte a vele. Gli affreschi sono del pittore bresciano Vittorio Trainini, eseguiti a tappe dal 1937 al 1954.
Nell'abside semicircolare, si trova l'altare maggiore in marmo giallo.
Il 6 novembre 2022 è stato dedicato il nuovo altare, in pietra gneiss di Lodrino, scolpito dallo scultore ticinese Paolo Foletti che si è occupato anche del nuovo ambone. Il fonte battesimale, che prima si trovava quasi all'esterno della basilica, è stato spostato in un punto più visibile.
Nella cripta della chiesa riposano le spoglie di vescovi originari della diocesi di Lugano.

### Organo a canne
L'organo a canne della chiesa, costruito nel 1952 dalla ditta organaria Balbiani-Vegezzi Bossi, è situato sulla cantoria in controfacciata. A trasmissione elettropneumatica, ha due tastiere di 61 note ciascuna e una pedaliera concavo-radiale di 32.